# Science-Fiction-Jahr 2013
Übersicht

◄◄ | ◄ | 2009 | 2010 | 2011 | 2012 | Science-Fiction-Jahr 2013 | 2014 | 2015 | 2016 | 2017 | ► | ►►

Weitere Ereignisse